# Kurt Waitzmann
Kurt Waitzmann (Sandersdorf-Brehna, 1905. január 30. – Berlin, 1985. május 21.) német színész és szinkronszínész. A Porosz Királyságban született. 1937 és 1969 között 52 filmben szerepelt.